# Песняры I
Песняры I (иногда альбом называют Ты мне вясною прыснілася) — дебютный студийный альбом советской фолк-рок группы «Песняры», выпущенный фирмой «Мелодия».

## Об альбоме
В записи принимали участие: Владимир Мулявин, Валерий Мулявин, Владислав Мисевич, Леонид Борткевич, Валерий Яшкин, Валентин Бадьяров, Леонид Тышко и Александр Демешко.
Альбом был записан за две смены (одна смена — 4 часа) в конце 1970-начале 1971 года. Стерео-диск вышел в апреле-мае 1971 года, а в феврале 1972 года вышла моно-версия альбома. В 1977 году диск был переиздан на Апрелевском заводе грампластинок с именем Валерия Мулявина в траурной рамке (он погиб в 1973 году на гастролях в Крыму).
По словам музыкального критика Дмитрия Безкоровайного, композиция «Ты мне вясною прыснілася» (Ты мне весною приснилась), открывающая диск, по звуку и настроению напоминает ранний Portishead, группу, исполняющую в стиле трип-хоп.
В сентябре 1972 года в американском журнале Billboard появилась информация (со слов Владимира Мулявина), что пластинка на тот момент продана тиражом около 3 миллионов копий.

## Список композиций
| №  | Название                   | Текст песни | Музыка        | Вокал            | Длительность |
| -- | -------------------------- | ----------- | ------------- | ---------------- | ------------ |
| 1. | «Ты мне вясною прыснілася» | М.Шушкевич  | Юрий Семеняко | Владимир Мулявин | 4:37         |
| 2. | «Касіў Ясь канюшыну»       | народные    | народная      |                  | 3:37         |
| 3. | «А ў полі вярба»           | народные    | народная      | Владимир Мулявин | 5:25         |
| 4. | «Ой, рана на Івана»        | народные    | народная      | Владимир Мулявин | 3:35         |

| №  | Название                     | Текст песни | Музыка           | Вокал            | Длительность |
| -- | ---------------------------- | ----------- | ---------------- | ---------------- | ------------ |
| 1. | «Рушнікi»                    | Вера Верба  | Георгий Петренко |                  | 2:53         |
| 2. | «Скрыпяць мае лапці»         | народные    | народная         | Владимир Мулявин | 3:06         |
| 3. | «Ідзём-пайдзём вдоль вуліцы» | народные    | народная         |                  | 3:17         |
| 4. | «Александрына»               | Пётр Бровка | Владимир Мулявин | Леонид Борткевич | 6:40         |
| 5. | «Белая Русь ты мая»          | В.Скоринкин | Владимир Мулявин | Владимир Мулявин | 2:38         |